# Juan Cancio Jara
Juan Cancio Jara fue un terrateniente y político peruano. 
Fue propietario de grandes terrenos en la provincia de Quispicanchi. Fue miembro del Congreso Constituyente de 1860 por la provincia de Quispicanchi entre julio y noviembre de 1860 durante el tercer gobierno de Ramón Castilla. Este congreso elaboró la Constitución de 1860, la séptima que rigió en el país y la que más tiempo ha estado vigente pues duró, con algunos intervalos, hasta 1920, es decir, sesenta años. Luego de expedida la constitución, el congreso se mantuvo como congreso ordinario hasta 1863 y fue elegido nuevamente en 1864.